# Pernichek
Pernichek ou piernik é um bolo tradicional da Bielorrússia, feito com halva de sementes de girassol e amendoim. Para preparar a halva, mistura-se o miolo destas sementes moídas com um pouco de óleo de qualquer delas até fazer uma pasta e depois com açúcar fervido em água, mas sem deixar mudar de cor. Normalmente, a halva coloca-se numa forma untada, comprime-se bem e deixa-se na geleira pelo menos 24 horas, para depois cortar em pedaços; para preparar o pernichek, não é precisa essa etapa, mistura-se a halva com compota de ameixa, acrescenta-se canela moída e fermento; à parte, batem-se ovos com açúcar até formar um creme, que se mistura com a halva e depois com farinha de trigo suficiente para formar uma massa que se possa tender; faz-se um “chouriço” que se coloca numa forma de ir ao forno, untada e enfarinhada, ornamenta-se com amendoins e põe-se a cozer em forno médio. Entretanto, aquece-se açúcar em água apenas para o dissolver e, quando o bolo estiver cozido e desenformado, salpica-se com esta água com açúcar e depois com uma mistura de açúcar de confeiteiro e canela moída. 